# Paulinho (voleibolista)
Paulo Ricardo de Mendonça Ferreira (Maringá, 3 de junho de 1970) é um ex-voleibolista indoor brasileiro que iniciou sua carreira como atacante de ponta e posteriormente atuou como líbero em clubes nacionais e com passagem no voleibol frances.Pela Seleção Brasileira foi medalha de prata no Pan Winnipeg 1999 e disputou duas edições da Liga Mundial e foi bronze em ambas, nos anos de 1999 e 2000, respectivamente, além disso obteve o ouro no Sul-Americano de 1999.Atualmente é técnico de voleibol.

## Carreira
Paulinho iniciou a carreira profissional no Hoechst/Suzano e disputou por este a edição da Liga Nacional de Voleibol Masculino referente a temporada 1992-93 quando conquistou seu primeiro título nacional e renovou com o mesmo clube, agora utilizando o nome: Nossa Caixa/Suzano conquistou o bicampeonato da Liga Nacional na temporada 1993-94, foi bicampeão paulista nos anos de 1992 e 1993.
Após quatro anos no time de Suzano, este paranaense de Maringá resolve na temporada 1994-95 transferir-se para o clube gaúcho da Frangosul /Ginástica, considerado o atleta com melhor passe da equipe gaúcha e figurando como tal entre os melhores da Superliga Brasileira A 1994-95 e chegou a mais uma final consecutiva, mas terminou com o vice-campeonato.
Retornou ao time de Suzano que utilizou na temporada 1995-96 o nome Papel Report /Suzano novamente foi vice-campeão da edição Superliga referente a temporada supracitada.Conquistou o título do Torneio Flanders Gala na Bélgica pela equipe de Suzano e renovou contrato por mais uma jornada, chegando a final da Superliga Brasileira A 1996-97 e desta vez sagrou-se campeão.Paulinho era capitão da equipe de Suzano.Foi campeão paulista de 1995 e vice-campeão paulista em 1996.
Em 1997 conquistou o título paulista  e sagrou-se bicampeão do Torneio Flanders Volley Gala também pela equipe Report /Suzano pela qual foi terceiro colocado na Superliga Brasileira A 1997-98 e foi campeão paulista de 1998.
Em 1998 foi contratado pelo Telepar/Maringá, clube pelo qual disputou a Superliga Brasileira a 1998-99 terminando na sétima posição e foi eleito a Melhor Recepção desta edição.Na temporada seguinte migrou para o voleibol catarinense, onde defendeu o clube Unisul chegando a final da Superliga Brasileira A 1999-00 terminando com o vice-campeonato e foi eleito o Melhor Líbero nessa edição e ainda por esta equipe sagrou-se campeão catarinense.
Paulinho foi convocado em 1999 para Seleção Brasileira quando vestiu a camisa#11 e disputou a edição desse ano da Liga Mundial e conquistou a medalha de bronze; também recebeu convocação para também representar o país nos Pan Winnipeg 1999, conquistando a medalha de prata e também conquistou o ouro do Campeonato Sul-Americano de 1999.Na temporada de 2000 foi convocado para Seleção Brasileira novamente e disputou a edição da Liga Mundial e de forma consecutiva foi bronze .
Novamente retorna ao time que projetou para voleibol profissional que utilizou o nome-fantasia: Zip Net/Fennab de Suzano na temporada 2000-01, ao disputar a Superliga Brasileira A nesta temporada, terminou na oitava colocação e renovou com o mesmo clube que utilizou nome: Ecus/Suzano na temporada 2001-02 e na Superliga Brasileira A referente a esta temporada terminou na sétima posição.Conquistou o pentacampeonato paulista em 2002.
Por mais três temporadas defendeu o Wizard/Suzano, sendo terceiro colocado na Superliga Brasileira A 2002-03 e quarto lugar Na Superliga Brasileira A 2003-04 e 2004-2005, respectivamente.Em 2003 conquistou o vice-campeonato paulista e o mesmo resultado obteve na edição do ano de 2004.Pela equipe de Suzano foi octacampeão dos Jogos Abertos do Interior de São Paulo, bicampeão do Campeonato Sul-Americano de Clubes
1995 e três títulos da Copa Brasil.
Paulinho deixou o voleibol brasileiro em 2005 para atuar no voleibol frances, onde defendeu a equipe francesa do Tourcoing Lille Métropole Volley-Ball, onde vestiu a camisa#11 chegou as quartas de final da Copa da França e também mesmo resultado obtido na Copa Europeia e foi quarto colocado no Campeonato Frances.Renovou por mais uma temporada com a equipe francesa e nas competições da jornada 2006-07 foi vice-campeão da Copa da França, também chegou as oitavas de final da Copa Europeia e terminou na nona colocação do Campeonato Frances
Encerrou sua carreira como atleta nesse clube frances e passou a ser Assistente Técnico do treinador da equipe Marcelo Fronkowiack, nas temporadas 2007-08 e 2008-09, assumindo a função de técnico na temporada 2009-10, 2010-11, 2011-12 e 2012-13, sendo vice-campeão Frances em 2009 e vice-campeão da Copa da França no mesmo ano .

## Títulos e resultados
- Superliga Brasileira A:1992-93[2], 1993-94[2], 1996-97[3]
- Superliga Brasileira A:1994-95[3], 1995-96[3], 1999-00[3]
- Superliga Brasileira A:1997-98[3], 2002-03[3]
- Superliga Brasileira A:2003-04[3], 2004-05[3]
- Campeonato Francês:2005-06[10]
- Copa da França:2006-07[11]
- Copa Flanders:1995 e 1997
- Campeonato Paulista:1992, 1993, 1995,1997, 1998, 2002
- Campeonato Paulista:1996, 2003, 2004
- Campeonato Catarinense:1999

## Premiações individuais
- Melhor Recepção da Superliga Brasileira de Voleibol Masculino de de 1998-99[5]
- Melhor Líbero da Superliga Brasileira de Voleibol Masculino de de 1999-00[5]